# Rocío de Frutos Madrazo
Rocío de Frutos, née le 21 janvier 1967, est une femme politique espagnole membre du Parti socialiste ouvrier espagnol (PSOE).
Elle est élue députée de la circonscription d'Ourense lors des élections générales de décembre 2015.

## Biographie

### Profession
Rocío de Frutos est titulaire d'une licence en droit par l'Université de Valladolid, d'un diplôme d'études avancées par l'Université de Vigo et d'un diplôme en direction publique. Elle est inspectrice du travail et de la sécurité sociale depuis 1993.

### Activités politiques
Elle est secrétaire générale du sous-délégué du gouvernement dans la province d'Ourense de 2004 à 2008. Elle est habilitée à être avocate de l'État.
Le 20 décembre 2015, elle est élue députée pour Ourense au Congrès des députés et réélue en 2016.
Elle rompt la discipline de groupe et vote contre lors du second vote d'investiture de Mariano Rajoy en tant que président du Gouvernement. Elle annonce en février 2019 qu'elle n'est pas candidate à sa succession lors des élections générales d'avril suivant.

## Distinction
En 2019, elle a été élue meilleure parlementaire de l'année dans les Distinctions Diario 16.